# (38420) 1999 RV221
1999 RV221 (asteroide 38420) é um asteroide da cintura principal. Possui uma excentricidade de 0.06006230 e uma inclinação de 8.67503º.
Este asteroide foi descoberto no dia 5 de setembro de 1999 por CSS em Catalina.